# ラルフ・ローレンス・カー
ラルフ・ローレンス・カー（Ralph Lawrence Carr、 1887年12月11日 - 1950年9月22日）は、アメリカ合衆国の弁護士であり、政治家（共和党）。1939年から1943年までコロラド州知事を務めた。
第二次世界大戦中に公然と日系アメリカ人擁護を主張した数少ないアメリカ人政治家の一人であり、日系人の強制収容にも一貫して反対していたことで知られる。評伝としてカーの再評価に最も大きな影響力のあった Adam Schrager, The Principled Politician-Governor Ralph Carr and the Fight against Japanese American Internment, Fulcrum Publishing,2008 が、2013年7月に移民学者の池田年穂の翻訳で『日系人を救った政治家ラルフ・カー〜信念のコロラド州知事』として水声社から出版された。前駐米大使の藤崎一郎が序文を寄せているが、藤崎は新聞のコラムなどでもカーの功績を絶賛している。

## 来歴
カーはアメリカ合衆国コロラド州カスター郡、現在のプエブロ近郊のロシータという町で生まれた。父親はスコットランド・アイルランド系のウィリアム・フランク・カーという硬石炭鉱夫、母親はマティー・キンバリン・カーといった。1894年に一家は炭鉱の町であった同州テラー郡のクリップルクリークに移り、カーは1905年にクリップルクリーク高校を卒業している。スーパーの店員、電報配達員、洗濯物配達の運転手、新聞社の通信員などをして高校と大学の学費を貯め、コロラド大学から1910年に文学士、1912年に法学士として卒業、同年に弁護士資格も得ている。
故郷テラー郡のビクターにて弁護士業とビクター・デイリー・レコード紙の編集長で身を立てていたカーは1913年2月1日グレッチェン・フォウラーと結婚し、一男一女をもうけている。1915年同州ラス・アニマス郡トリニダードへ移り、ここでも弁護士業とイブニング・ピケットワイヤー紙の編集長を務めている。1917年には同州コネホス郡アントニオに移った。1922年にコネホス郡の弁護士となったカーは1927年にはコロラド州の司法次官補、2年後の1929年には合衆国検察官コロラド州担当と昇進していく。
しかし1933年、民主党のニューディール政策が台頭すると共に、共和党のカーは検察官の地位を失ってしまう。もともと水資源関連の法律専門家であったカーは、合衆国西部の数州にまたがるリオ・グランデ川などの河川協定や、コロラド州のラプラタ郡と北プラッタ川の灌漑問題のアドバイザーなどを担当した。1937年1月27日に妻を亡くしている。
1938年11月8日、カーはコロラド州において12年ぶりとなる共和党の州知事となり、1940年11月5日に再選し、1939年1月10日から1943年1月12日まで2年間の任期を二度務めた。任期中は歳出を抑えて州の赤字削減に努め、フランクリン・ルーズベルト大統領のニューディール政策に反対した。しかし、ルーズベルトの外交政策には賛成していた。

## 日系人の擁護
1941年12月に真珠湾攻撃が起こり、日本人のみならず、アメリカ国民である日系アメリカ人に対する恐れが広まった。他州から日本人（その多くは米国市民権を拒否され続けている永住者であった）や日系人がコロラド州に移転したが、州知事であったカーは彼らを受け入れた。ルーズベルト大統領が1942年2月19日に外国人隔離を容認する大統領令9066号を発令、
日系人の強制退去を正式決定した。3月18日には大統領令9102号によって戦時転住局が設置された。西海岸からコロラドなどの内陸の州に日系アメリカ人および永住日本人達が大量に流入した。真珠湾攻撃の3ヶ月後にカーはラジオ演説で次のように語っている。
コロラド州民のみなさん、冷静に賢明な市民として振るまおうではありませんか。　アメリカが人種の坩堝であるという事を思い出してください。アメリカに対する忠誠心を、その人の祖父が生まれた場所で計る事は出来ません。もとをたどれば、我々全てのアメリカ人は国境の向こう側からやってきたのではありませんか。
コロラド州アマチ収容所開設の約2ヶ月前にあたる6月頃に、カーは多数の日本人・日系人転入に対してコロラドの住宅・雇用・住民の保護に連邦政府の早急な対応が必要であること、一方で日系アメリカ人や合法でアメリカに入国した日本人もコロラドに住む権利を持ち安全を保障されるべきであることを述べた書簡を法務省のコロラド代表検察官宛てに送っている。
カーは戦時転住局が西海岸に住む日本人と日系アメリカ人を1942年8月よりコロラド州プロワーズ郡グラナダに近いアマチに強制移住させることになった時も、「西海岸における第五列防止案」として支持した。しかし当時のコロラドの経済、市民リーダーはおろか連邦裁判長も賛成していた「日系人の強制収容所案」には強く反対した。世間の排日運動という風潮に逆らって、日本人と日系アメリカ人達を歓迎するようコロラド州民に呼びかけた。
現在、日本語を話す人達は皆、大変つらい立場にある。我々はアメリカのシステムを守るために、そして国境を越えた同胞関係を維持するために、力を合わせなければならない。（中略）もし我々がこれらの人々（日系人）に人道的親切や理解を与えなかったら、彼らの権利章典の保護を拒否したら、公聴会や不品行の告訴なしに48州のいずれにも住む権利を与えなかったら、我々はアメリカのシステム自体をつぶしていることになる。もし戦争におけるコロラド州の役目が日系人10万人を受け入れることであるなら、コロラドは彼らの面倒を見る。
3000人の日本人と日系アメリカ人がアマチ収容所に到着したとき、地元の暴徒の群が脅しに現れた。カーは飛行機で現地に飛び、暴力を止めている。この時カーの生涯で最も有名な演説を行っている。
彼ら（日系人）に危害を与えるのなら、私に与えなさい。小さな町で育った私は、人種差別による恥辱や不名誉を知り、それを軽蔑するようになった。なぜならそれ（そのような行為）は、幸せ（な生活）を脅かすものだからだ、あなたの幸せ、あなたの幸せ、そしてあなたの幸せを。（最後の部分は周りを見回して言ったと見られる。）
カーは敬意を持って日本人と日系アメリカ人に接し、彼らがアメリカ市民権を失わないよう支援を行った。コロラド州公文書館には、カーが日系人の強制収容所は非人道的でありアメリカ憲法違反であるとして反対する記録が残っている。黄禍論を持つ市民達からの抗議の手紙、カーを賞賛する牧師協会、州による収容所管理に反対する州内の共和党委員会、コロラドに移って働きたいというカリフォルニア州サンタ・アニタ強制集合センターに抑留中の日本人と日系アメリカ人、戦時中で労働力不足のため農場で日系人を雇いたいという地元の市長といった者たちとのやりとりが残されており、彼の一貫した態度がうかがえる。
PBSによると、カーは次のような言葉も残している。
アメリカは地球の四隅、すべての人種や国籍の男性・女性から成る国である。真に、世界のメルティング・ポットである。ここでは、自分の仲間あるいは自分の言葉を話すものが他よりも優れていると考えるような余地はない。アメリカに到着した時に、我々は新しい人間に変わり、思い出や親戚以外のものはすべて（故郷に）置いてきたのだ。我々は新しい愛着、新しい献身、新しい興味を持つ、新しい男性・女性になったのである。
抑留者のアメリカ国籍やアメリカの合法滞在にもかかわらず、強制収容所に入れろという要求に私は共鳴しない。我々の憲法は、何人も公平な公聴会における不品行の証明や告訴がないうちは、自由を奪われることはないと保証している。
一般的に、カーの他人種への寛容さと日系人の基本的権利を保護する言動が、アメリカ合衆国上院という将来展望も含めた彼の政治生命を絶ったと見られている。
カーは、1942年に共和党からの強い要請により上院議員選挙に立候補した。前述の通り、支持されない政策を掲げていたことから、強い逆風にさらされる中での選挙戦だったが、それでも信念を曲げることは無く、投票日の前日である同年11月2日に行った演説の中で、
コロラドのみなさん、私は平和な時も戦争中であっても、合衆国憲法が機能しなければならないという理念を貫きます。もしも、上院議員として働かせてもらえるのであれば、合衆国憲法のもとに政府と個人の権利が守られている状態を保ちつつ、全身全霊をもって戦争を終わらせる策を追求します。それが守られていなければ、戦争に勝利しても何の意味もありません。未来は みなさんにかかっています。
が、民主党のエドウィン・ジョンソンに単純計算で1ヶ所の投票所につき約1票、約3600票という僅差で敗北している。落選後、コロラド大学理事を務め、1948年にエレノア・フェアオール・ハウと結婚した。1950年に、足に感染症を抱えていたが知事選に出馬することを決定した。しかし一次選挙で敗北した2日後に死去した。

## 死後

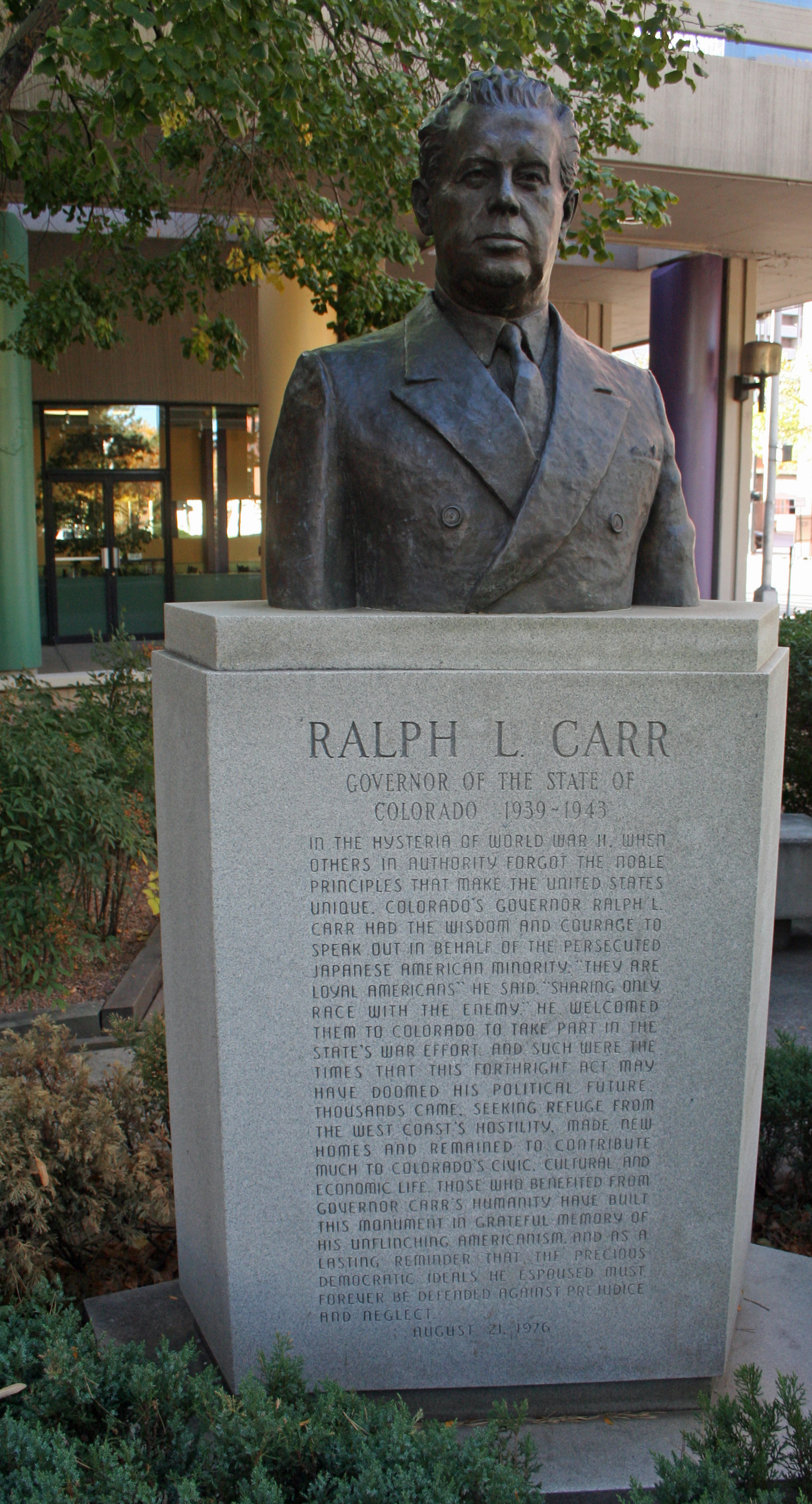
1976年にサクラ・スクエアに建てられた胸像

カーはデンバーのフェアマウント墓地に最初の妻グレッチェンと共に葬られている。1974年コロラド州知事舎の横に以下のような記念碑が作られた。
第二次世界大戦中の日系アメリカ人に対するヒステリーや偏狭な思い込みに影響されることなく、賢明で、人情味のあった人、ラルフ・L・カー知事に捧げる。彼の人道的な努力によってコロラドに住む日系人は誰一人として基本的自由を奪われることはなかった。また　西海岸から退去した日本人には受け入れ手がなく、強制収容所での監禁という手段しかなかった時に、カー知事は彼らをコロラドへ受け入れてくれた。彼の成し遂げた行為に息づく精神は、真のアメリカ人すべての心の中に生き続けるものである。1974年10月 コロラド州東洋文化協会および日系人コミュニティーが贈る。
1976年、カーの日系人に対する活動を記念して、デンバーのダウンタウン19番通りとローレンス通りにあるたった1ブロック四方だが歴史の古い日本人町、サクラ・スクエアにカーの胸像が立てられた。胸像には以下の言葉が記されている。
第二次世界大戦下の集団ヒステリー状態において、アメリカを自由の国たらしめる高貴な原則を、多くの権力者達が忘れてしまった最中、コロラド州のラルフ・L・カー知事は、賢明さと勇敢さを以て、迫害されていたマイノリティたる日系人を強く弁護した。カーは「彼等は忠実なアメリカ人である」「敵と同じであるのは、人種という点だけである」と主張した。自身の政治生命を脅かしかねない言動であるにもかかわらず、戦時体制における州の奉仕へ参加させるべく、日系人をコロラドへ迎え入れた。敵意に満ち溢れた西海岸から、何千人もの日系人達が保護を求めてコロラドへ移住し、同地の市民生活・文化・経済へ多大な貢献を果たした。カー知事による博愛の恩恵を受けた者達は、彼の断固としたアメリカ精神に敬意を表し、また彼が支持した高邁な民主主義の理念は、偏見や無知から永遠に守られなければならない、という事実を後世に語り継ぐべく、この記念碑を建立した。1976年8月21日
1999年にデンバー・ポスト紙は第二次大戦中の日系人に対するカーの人道的な行いを称えて「今世紀の人」に選んだ。
2002年1月23日にコロラド州は議会法案（HB-1095号）で、カーの生誕日である12月11日を「ラルフ・カー知事の日」としてコロラド州の祝日と制定した。公立学校は学区の判断でこの日を休校としてもよいこと、また州の公務員は希望すれば同じ年度内の他の祝日の代わりに、ラルフ・カー知事の日を祝日として使ってよいこと（つまり年間の祝日数は変わらない）が決定した。
カーの業績については2010年にFCI（フジサンケイ・コミュニケーションズ・インターナショナル）がドキュメンタリー番組『知られざる政治家 ラルフ・カーとニッポン人』（英語表題：The Untold Story of Ralph Carr and the Japanese）を制作し、2011年初めにかけて米国ニューヨーク、ニュージャージー、コネチカット、ロスアンゼルス、ハワイの各州で放映し、反響が大きかったことから、同年春に再放送され、さらに8月15日の終戦記念日の前後には日本国内においてフジテレビ系列で放送された。また9月1日から全日本空輸株式会社（ANA）の主要な国際線でも機内上映番組としても放映された。